# Конопне
Конопне (пол. Konopne) — село в Польщі, у гміні Вербковичі Грубешівського повіту Люблінського воєводства. Населення — 165 осіб (2011).

## Історія
За даними етнографічної експедиції 1869—1870 років під керівництвом Павла Чубинського, у селі проживали греко-католики, які розмовляли українською мовою.
У 1975—1998 роках село належало до Замойського воєводства.

## Демографія
Демографічна структура станом на 31 березня 2011 року:
|          | Загалом | Допрацездатний вік | Працездатний вік | Постпрацездатний вік |
| -------- | ------- | ------------------ | ---------------- | -------------------- |
| Чоловіки | 77      | 19                 | 50               | 8                    |
| Жінки    | 88      | 19                 | 49               | 20                   |
| Разом    | 165     | 38                 | 99               | 28                   |